# Maraenobiotus brucei
Maraenobiotus brucei is een eenoogkreeftjessoort uit de familie van de Canthocamptidae. De wetenschappelijke naam van de soort is voor het eerst geldig gepubliceerd in 1898 door Richard.